# Popil·li Pedó Apronià
Popil·li Pedó Apronià (llatí: Popillius Pedo Apronianus) va ser un magistrat romà dels segles II i III, que va viure sota els emperadors Marc Aureli, Còmmode, Pèrtinax i Septimi Sever. Era fill de Gai Popil·li Pedó, cònsol sufecte l'any 147.
L'any 191 va ser nomenat cònsol juntament amb Marc Valeri Bradua, per l'emperador Còmmode. Quan Còmmode va ser assassinat, es va decantar per Pèrtinax, i quan aquest va ser mort, per Septimi Sever. Septimi Sever el va nomenar procònsol de la província d'Àsia. Mentre ocupava aquest càrrec, entre els anys 205 i 206 va ser acusat de pràctiques màgiques davant del senat, sotmès a judici acusat de majestas, condemnat i executat.